# 24 Horas de Le Mans 2011
Las 24 Horas de Le Mans 2011 (24 Heures du Mans 2011) fueron la 79.ª edición del Gran Premio de resistencia, que tuvo lugar del 11 al 12 de junio de 2011 en el Circuito de la Sarthe, Le Mans, Francia, y organizado por el Automobile Club de l'Ouest (ACO). Fue la tercera ronda de la Copa Intercontinental 2011 Le Mans, y parte de un Campeonato Mundial o Copa Internacional por primera vez desde 1992, cuando formaba parte del Campeonato Mundial de Resistencia.

## Lista oficial
| Lista oficial | Lista oficial          | Lista oficial                        | Lista oficial                             | Lista oficial | Lista oficial          | Lista oficial            | Lista oficial         |
| N.º           | Nación                 | Equipo                               | Coche                                     | Neumático     | Conductor 1            | Conductor 2              | Conductor 3           |
| LMP1          | LMP1                   | LMP1                                 | LMP1                                      | LMP1          | LMP1                   | LMP1                     | LMP1                  |
| ------------- | ---------------------- | ------------------------------------ | ----------------------------------------- | ------------- | ---------------------- | ------------------------ | --------------------- |
| 1             | Alemania               | Audi Sport Team Joest                | Audi R18 TDI                              | M             | Timo Bernhard          | Romain Dumas             | Mike Rockenfeller     |
| 2             | Alemania               | Audi Sport Team Joest                | Audi R18 TDI                              | M             | Marcel Fässler         | André Lotterer           | Benoît Tréluyer       |
| 3             | Alemania               | Audi Sport North America             | Audi R18 TDI                              | M             | Tom Kristensen         | Rinaldo Capello          | Allan McNish          |
| 5             | Suiza                  | Hope Racing                          | Oreca 01-Swiss HyTech                     | M             | Steve Zacchia          | Jan Lammers              | Casper Elgaard        |
| 7             | Francia                | Peugeot Sport Total                  | Peugeot 908                               | M             | Anthony Davidson       | Alexander Wurz           | Marc Gené             |
| 8             | Francia                | Peugeot Sport Total                  | Peugeot 908                               | M             | Stéphane Sarrazin      | Franck Montagny          | Nicolas Minassian     |
| 9             | Francia                | Team Peugeot Total                   | Peugeot 908                               | M             | Sébastien Bourdais     | Pedro Lamy               | Simon Pagenaud        |
| 10            | Francia                | Team Oreca-Matmut                    | Peugeot 908 HDi FAP                       | M             | Nicolas Lapierre       | Loïc Duval               | Olivier Panis         |
| 12            | Suiza                  | Rebellion Racing                     | Lola B10/60-Toyota                        | M             | Nicolas Prost          | Neel Jani                | Jeroen Bleekemolen    |
| 13            | Suiza                  | Rebellion Racing                     | Lola B10/60-Toyota                        | M             | Andrea Belicchi        | Jean-Christophe Boullion | Guy Smith             |
| 15            | Francia                | OAK Racing                           | OAK Racing Pescarolo 01-Judd              | D             | Guillaume Moreau       | Pierre Ragues            | Tiago Monteiro        |
| 16            | Francia                | Pescarolo Team                       | Pescarolo 01-Judd                         | M             | Emmanuel Collard       | Christophe Tinseau       | Julien Jousse         |
| 20            | Portugal               | Quifel-ASM Team                      | Zytek 09SC                                | D             | Miguel Amaral          | Olivier Pla              | Warren Hughes         |
| 22            | Bélgica                | Kronos Racing                        | Lola-Aston Martin B09/60                  | M             | Vanina Ickx            | Bas Leinders             | Maxime Martin         |
| 24            | Francia                | OAK Racing                           | OAK Racing Pescarolo 01-Judd              | D             | Richard Hein           | Jacques Nicolet          | Jean-François Yvon    |
| 007           | Reino Unido            | Aston Martin Racing                  | Aston Martin AMR-One                      | M             | Stefan Mücke           | Darren Turner            | Christian Klien       |
| 009           | Reino Unido            | Aston Martin Racing                  | Aston Martin AMR-One                      | M             | Harold Primat          | Adrián Fernández         | Andy Meyrick          |
| LMP2          |                        |                                      |                                           |               |                        |                          |                       |
| 26            | Francia                | Signatech Nissan                     | Oreca 03-Nissan                           | D             | Soheil Ayari           | Franck Mailleux          | Lucas Ordóñez         |
| 33            | Estados Unidos         | Level 5 Motorsports                  | Lola B08/80-Honda Performance Development | M             | Scott Tucker           | Christophe Bouchut       | João Barbosa          |
| 35            | Francia                | OAK Racing                           | OAK Racing Pescarolo 01-Judd BMW          | D             | Frédéric Da Rocha      | Patrice Lafargue         | Andrea Barlesi        |
| 36            | Reino Unido            | RML Group                            | HPD ARX-01d                               | D             | Mike Newton            | Thomas Erdos             | Ben Collins           |
| 39            | Argentina              | PeCom Racing                         | Lola B11/40-Judd BMW                      | M             | Luis Pérez Companc     | Matías Russo             | Pierre Kaffer         |
| 40            | Suiza                  | Race Performance                     | Oreca 03-Judd BMW                         | D             | Michel Frey            | Ralph Meichtry           | Marc Rostan           |
| 41            | Reino Unido            | Greaves Motorsport                   | Zytek Z11SN-Nissan Motorsport             | D             | Karim Ojjeh            | Olivier Lombard          | Tom Kimber-Smith      |
| 42            | Reino Unido            | Strakka Racing                       | HPD ARX-01d                               | M             | Nick Leventis          | Danny Watts              | Jonny Kane            |
| 44            | Bandera de Francia     | Extrême Limite AM Paris              | Norma M200P-Judd BMW                      | D             | Fabien Rosier          | Phillipe Haezebrouck     | Jean-René De Fournoux |
| 48            | Francia                | Team Oreca-Matmut                    | Oreca 03-Nissan                           | M             | Alexandre Prémat       | David Hallyday           | Dominik Kraihamer     |
| 49            | Francia                | OAK Racing                           | OAK Racing Pescarolo 01-Judd BMW          | D             | Shinji Nakano          | Nicolas de Crem          | Jan Charouz           |
| LM GTE Pro    |                        |                                      |                                           |               |                        |                          |                       |
| 51            | Italia                 | AF Corse                             | Ferrari 458 Italia GTC                    | M             | Giancarlo Fisichella   | Gianmaria Bruni          | Toni Vilander         |
| 55            | Alemania               | BMW Motorsport                       | BMW M3 GT2                                | D             | Augusto Farfus         | Jörg Müller              | Dirk Werner           |
| 56            | Alemania               | BMW Motorsport                       | BMW M3 GT2                                | D             | Andy Priaulx           | Dirk Müller              | Joey Hand             |
| 58            | Francia                | Luxury Racing                        | Ferrari 458 Italia GTC                    | M             | Anthony Beltoise       | François Jakubowski      | Pierre Thiriet        |
| 59            | Francia                | Luxury Racing                        | Ferrari 458 Italia GTC                    | M             | Stéphane Ortelli       | Frédéric Makowiecki      | Jaime Melo            |
| 64            | Austria                | Lotus Jetalliance                    | Lotus Evora GTE                           | M             | Oskar Slingerland      | Martin Rich              | John Hartshorne       |
| 65            | Austria                | Lotus Jetalliance Racing             | Lotus Evora GTE                           | M             | Jonathan Hirschi       | Johnny Mowlem            | James Rossiter        |
| 66            | Reino Unido            | JMW Motorsport                       | Ferrari 458 Italia GTC                    | D             | Rob Bell               | Tim Sugden               | Xavier Maassen        |
| 71            | Italia                 | AF Corse                             | Ferrari 458 Italia GTC                    | M             | Robert Kauffman        | Michael Waltrip          | Rui Águas             |
| 73            | Estados Unidos         | Corvette Racing                      | Chevrolet Corvette C6.R                   | M             | Olivier Beretta        | Tommy Milner             | Antonio García        |
| 74            | Estados Unidos         | Corvette Racing                      | Chevrolet Corvette C6.R                   | M             | Oliver Gavin           | Jan Magnussen            | Richard Westbrook     |
| 75            | Bélgica                | Prospeed Competition                 | Porsche 997 GT3-RSR                       | M             | Marc Goossens          | Marco Holzer             | Jaap van Lagen        |
| 76            | Francia                | IMSA Performance Matmut              | Porsche 997 GT3-RSR                       | M             | Raymond Narac          | Patrick Pilet            | Nicolas Armindo       |
| 77            | Alemania               | Team Felbermayr-Proton               | Porsche 997 GT3-RSR                       | M             | Marc Lieb              | Richard Lietz            | Wolf Henzler          |
| 79            | Reino Unido            | Jota                                 | Aston Martin V8 Vantage GT2               | D             | Sam Hancock            | Simon Dolan              | Chris Buncombe        |
| 80            | Estados Unidos         | Flying Lizard Motorsports            | Porsche 997 GT3-RSR                       | M             | Jörg Bergmeister       | Patrick Long             | Lucas Luhr            |
| 88            | Alemania               | Team Felbermayr-Proton               | Porsche 997 GT3-RSR                       | M             | Nick Tandy             | Abdulaziz Al-Faisal      | Bryce Miller          |
| 89            | Bandera de Alemania    | Hankook Team Farnbacher              | Ferrari 458 Italia GTC                    | H             | Dominik Farnbacher     | Allan Simonsen           | Leh Keen              |
| LM GTE Am     |                        |                                      |                                           |               |                        |                          |                       |
| 50            | Francia                | Larbre Compétition                   | Chevrolet Corvette C6.R                   | M             | Patrick Bornhauser     | Julien Canal             | Gabriele Gardel       |
| 57            | Estados Unidos         | Krohn Racing                         | Ferrari F430 GTE                          | D             | Tracy Krohn            | Nic Jönsson              | Michele Rugolo        |
| 60            | Emiratos Árabes Unidos | Gulf Aston Martin Racing Middle East | Aston Martin V8 Vantage GT2               | D             | Fabien Giroix          | Roald Goethe             | Michael Wainright     |
| 61            | Italia                 | AF Corse                             | Ferrari F430 GTE                          | M             | Piergiuseppe Perazzini | Marco Cioci              | Seán Paul Breslin     |
| 62            | Reino Unido            | CRS Racing                           | Ferrari F430 GTE                          | M             | Pierre Ehret           | Shaun Lynn               | Roger Willis          |
| 63            | Alemania               | Proton Competition                   | Porsche 997 GT3-RSR                       | M             | Horst Felbermayr, Jr.  | Horst Felbermayr, Sr.    | Christian Ried        |
| 68            | Estados Unidos         | Robertson Racing                     | Ford GT-R Mk. VII                         | M             | David Robertson        | Andrea Robertson         | David Murry           |
| 70            | Francia                | Larbre Compétition                   | Porsche 997 GT3-RSR                       | M             | Christophe Bourret     | Pascal Gibon             | Jean-Philippe Belloc  |
| 81            | Estados Unidos         | Flying Lizard Motorsports            | Porsche 997 GT3-RSR                       | M             | Seth Neiman            | Darren Law               | Spencer Pumpelly      |
| 83            | Mónaco                 | JMB Racing                           | Ferrari F430 GTE                          | D             | Manuel Rodrigues       | Jean-Marc Menahem        | Nicolas Marroc        |

## Resultados de la clasificación
Los líderes de la clase están en negrita.
| Pos | N.º | Equipo                    | Clase      | Tiempo   | Brecha  | Grid |
| --- | --- | ------------------------- | ---------- | -------- | ------- | ---- |
| 1   | 2   | Audi Sport Team Joest     | LMP1       | 3:25.738 |         | 1    |
| 2   | 1   | Audi Sport Team Joest     | LMP1       | 3:25.799 | +0.061  | 2    |
| 3   | 9   | Team Peugeot Total        | LMP1       | 3:26.010 | +0.272  | 3    |
| 4   | 8   | Team Peugeot Total        | LMP1       | 3:26.156 | +0.418  | 4    |
| 5   | 3   | Audi Sport North America  | LMP1       | 3:26.272 | +0.427  | 5    |
| 6   | 7   | Peugeot Sport Total       | LMP1       | 3:26.165 | +0.534  | 6    |
| 7   | 10  | Team Oreca Matmut         | LMP1       | 3:30.084 | +4.346  | 7    |
| 8   | 12  | Rebellion Racing          | LMP1       | 3:32.883 | +7.145  | 8    |
| 9   | 16  | Pescarolo Team            | LMP1       | 3:33.066 | +7.328  | 9    |
| 10  | 13  | Rebellion Racing          | LMP1       | 3:34.573 | +8.835  | 10   |
| 11  | 15  | OAK Racing                | LMP1       | 3:34.933 | +9.195  | 11   |
| 12  | 22  | Kronos Racing             | LMP1       | 3:36.551 | +10.813 | 12   |
| 13  | 20  | Quifel-ASM Team           | LMP1       | 3:37.393 | +11.655 | 13   |
| 14  | 26  | Signatech Nissan          | LMP2       | 3:41.458 | +15.720 | 14   |
| 15  | 24  | OAK Racing                | LMP1       | 3:41.908 | +16.170 | 15   |
| 16  | 42  | Strakka Racing            | LMP2       | 3:42.615 | +16.877 | 16   |
| 17  | 48  | Team Oreca Matmut         | LMP2       | 3:43.098 | +17.360 | 17   |
| 18  | 39  | Pecom Racing              | LMP2       | 3:43.223 | +17.485 | 18   |
| 19  | 49  | OAK Racing                | LMP2       | 3:43.479 | +17.741 | 19   |
| 20  | 41  | Greaves Motorsport        | LMP2       | 3:43.802 | +18.064 | 20   |
| 21  | 40  | Race Performance          | LMP2       | 3:44.294 | +18.556 | 21   |
| 22  | 007 | Aston Martin Racing       | LMP1       | 3:45.918 | +20.180 | 22   |
| 23  | 36  | RML                       | LMP2       | 3:47.308 | +21.570 | 23   |
| 24  | 5   | Hope Racing               | LMP1       | 3:47.691 | +21.953 | 24   |
| 25  | 009 | Aston Martin Racing       | LMP1       | 3:48.355 | +22.617 | 25   |
| 26  | 44  | Extrême Limite AM Paris   | LMP2       | 3:48.420 | +22.682 | 26   |
| 27  | 35  | OAK Racing                | LMP2       | 3:48.665 | +22.927 | 27   |
| 28  | 33  | Level 5 Motorsports       | LMP2       | 3:48.863 | +23.125 | 28   |
| 29  | 55  | BMW Motorsport            | LM GTE Pro | 3:57.592 | +31.854 | 29   |
| 30  | 51  | AF Corse SRL              | LM GTE Pro | 3:58.040 | +32.302 | 30   |
| 31  | 56  | BMW Motorsport            | LM GTE Pro | 3:58.426 | +32.688 | 31   |
| 32  | 74  | Corvette Racing           | LM GTE Pro | 3:59.519 | +33.781 | 32   |
| 33  | 89  | Hankook Team Farnbacher   | LM GTE Pro | 3:59.519 | +33.781 | 33   |
| 34  | 73  | Corvette Racing           | LM GTE Pro | 3:59.633 | +33.895 | 34   |
| 35  | 77  | Team Felbermayr-Proton    | LM GTE Pro | 3:59.662 | +33.924 | 35   |
| 36  | 59  | Luxury Racing             | LM GTE Pro | 3:59.901 | +34.163 | 36   |
| 37  | 75  | Prospeed Competition      | LM GTE Pro | 3:59.962 | +34.224 | 37   |
| 38  | 79  | Jota                      | LM GTE Pro | 4:00.747 | +35.009 | 38   |
| 39  | 66  | JMW Motorsport            | LM GTE Pro | 4:00.890 | +35.152 | 39   |
| 40  | 80  | Flying Lizard Motorsports | LM GTE Pro | 4:01.024 | +35.286 | 40   |
| 41  | 58  | Luxury Racing             | LM GTE Pro | 4:01.176 | +35.438 | 41   |
| 42  | 61  | AF Corse SRL              | LM GTE Am  | 4:01.282 | +35.544 | 42   |
| 43  | 88  | Team Felbermayr-Proton    | LM GTE Pro | 4:01.752 | +36.014 | 43   |
| 44  | 71  | AF Corse SRL              | LM GTE Pro | 4:02.216 | +36.478 | 44   |
| 45  | 76  | IMSA Performance Matmut   | LM GTE Pro | 4:02.548 | +36.810 | 45   |
| 46  | 63  | Proton Competition        | LM GTE Am  | 4:03.532 | +37.794 | 46   |
| 47  | 81  | Flying Lizard Motorsports | LM GTE Am  | 4:03.648 | +37.910 | 47   |
| 48  | 70  | Larbre Compétition        | LM GTE Am  | 4:03.918 | +38.180 | 48   |
| 49  | 83  | JMB Racing                | LM GTE Am  | 4:04.640 | +38.902 | 49   |
| 50  | 60  | Gulf AMR Middle East      | LM GTE Am  | 4:04.825 | +39.087 | 50   |
| 51  | 57  | Krohn Racing              | LM GTE Am  | 4:05.211 | +39.473 | 51   |
| 52  | 50  | Larbre Compétition        | LM GTE Am  | 4:05.955 | +40.217 | 52   |
| 53  | 62  | CRS Racing                | LM GTE Am  | 4:07.236 | +41.498 | 53   |
| 54  | 65  | Lotus Jetalliance         | LM GTE Pro | 4:07.465 | +41.727 | 54   |
| 55  | 68  | Robertson Racing LLC      | LM GTE Am  | 4:08.208 | +42.470 | 55   |
| 56  | 64  | Lotus Jetalliance         | LM GTE Pro | 4:12.569 | +46.831 | 56   |

## Resultados de la carrera
| Pos    | Clase     | N.º | Equipo                    | Conductores                                                | Chasis                               | Neumático | Vueltas |
| Pos    | Clase     | N.º | Equipo                    | Conductores                                                | Motor                                | Neumático | Vueltas |
| ------ | --------- | --- | ------------------------- | ---------------------------------------------------------- | ------------------------------------ | --------- | ------- |
| 1      | LMP1      | 2   | Audi Sport Team Joest     | Marcel Fässler André Lotterer Benoît Tréluyer              | Audi R18 TDI                         | M         | 355     |
| 1      | LMP1      | 2   | Audi Sport Team Joest     | Marcel Fässler André Lotterer Benoît Tréluyer              | Audi TDI 3.7 L Turbo V6 (Diesel)     | M         | 355     |
| 2      | LMP1      | 9   | Team Peugeot Total        | Sébastien Bourdais Simon Pagenaud Pedro Lamy               | Peugeot 908                          | M         | 355     |
| 2      | LMP1      | 9   | Team Peugeot Total        | Sébastien Bourdais Simon Pagenaud Pedro Lamy               | Peugeot HDi 3.7 L Turbo V8 (Diesel)  | M         | 355     |
| 3      | LMP1      | 8   | Peugeot Sport Total       | Stéphane Sarrazin Franck Montagny Nicolas Minassian        | Peugeot 908                          | M         | 353     |
| 3      | LMP1      | 8   | Peugeot Sport Total       | Stéphane Sarrazin Franck Montagny Nicolas Minassian        | Peugeot HDi 3.7 L Turbo V8 (Diesel)  | M         | 353     |
| 4      | LMP1      | 7   | Peugeot Sport Total       | Anthony Davidson Alexander Wurz Marc Gené                  | Peugeot 908                          | M         | 351     |
| 4      | LMP1      | 7   | Peugeot Sport Total       | Anthony Davidson Alexander Wurz Marc Gené                  | Peugeot HDi 3.7 L Turbo V8 (Diesel)  | M         | 351     |
| 5      | LMP1      | 10  | Team Oreca-Matmut         | Nicolas Lapierre Loïc Duval Olivier Panis                  | Peugeot 908 HDi FAP                  | M         | 339     |
| 5      | LMP1      | 10  | Team Oreca-Matmut         | Nicolas Lapierre Loïc Duval Olivier Panis                  | Peugeot HDi 5.5 L Turbo V10 (Diesel) | M         | 339     |
| 6      | LMP1      | 12  | Rebellion Racing          | Nicolas Prost Neel Jani Jeroen Bleekemolen                 | Lola B10/60                          | M         | 338     |
| 6      | LMP1      | 12  | Rebellion Racing          | Nicolas Prost Neel Jani Jeroen Bleekemolen                 | Toyota RV8KLM 3.4 L V8               | M         | 338     |
| 7      | LMP1      | 22  | Kronos Racing             | Vanina Ickx Bas Leinders Maxime Martin                     | Lola-Aston Martin B09/60             | M         | 328     |
| 7      | LMP1      | 22  | Kronos Racing             | Vanina Ickx Bas Leinders Maxime Martin                     | Aston Martin 6.0 L V12               | M         | 328     |
| 8      | LMP2      | 41  | Greaves Motorsport        | Karim Ojjeh Olivier Lombard Tom Kimber-Smith               | Zytek Z11SN                          | D         | 326     |
| 8      | LMP2      | 41  | Greaves Motorsport        | Karim Ojjeh Olivier Lombard Tom Kimber-Smith               | Nissan VK45DE 4.5 L V8               | D         | 326     |
| 9      | LMP2      | 26  | Signatech Nissan          | Soheil Ayari Franck Mailleux Lucas Ordóñez                 | Oreca 03                             | D         | 320     |
| 9      | LMP2      | 26  | Signatech Nissan          | Soheil Ayari Franck Mailleux Lucas Ordóñez                 | Nissan VK45DE 4.5 L V8               | D         | 320     |
| 10     | LMP2      | 33  | Level 5 Motorsports       | Scott Tucker Christophe Bouchut João Barbosa               | Lola B08/80                          | M         | 319     |
| 10     | LMP2      | 33  | Level 5 Motorsports       | Scott Tucker Christophe Bouchut João Barbosa               | HPD HR28TT 2.8 L Turbo V6            | M         | 319     |
| 11     | LMGTE Pro | 73  | Corvette Racin            | Olivier Beretta Tommy Milner Antonio García                | Corvette C6.R                        | M         | 314     |
| 11     | LMGTE Pro | 73  | Corvette Racin            | Olivier Beretta Tommy Milner Antonio García                | Corvette 5.5 L V8                    | M         | 314     |
| 12     | LMP2      | 36  | RML                       | Mike Newton Ben Collins Thomas Erdos                       | HPD ARX-01d                          | D         | 314     |
| 12     | LMP2      | 36  | RML                       | Mike Newton Ben Collins Thomas Erdos                       | HPD HR28TT 2.8 L Turbo V6            | D         | 314     |
| 13     | LMGTE Pro | 51  | AF Corse                  | Giancarlo Fisichella Gianmaria Bruni Toni Vilander         | Ferrari 458 GTC                      | M         | 314     |
| 13     | LMGTE Pro | 51  | AF Corse                  | Giancarlo Fisichella Gianmaria Bruni Toni Vilander         | Ferrari 4.5 L V8                     | M         | 314     |
| 14     | LMP2      | 49  | OAK Racing                | Shinji Nakano Nicolas de Crem Jan Charouz                  | OAK Pescarolo 01                     | D         | 313     |
| 14     | LMP2      | 49  | OAK Racing                | Shinji Nakano Nicolas de Crem Jan Charouz                  | Judd-BMW HK 3.6 L V8                 | D         | 313     |
| 15     | LMGTE Pro | 56  | BMW Motorsport            | Andy Priaulx Dirk Müller Joey Hand                         | BMW M3 GT2                           | D         | 313     |
| 15     | LMGTE Pro | 56  | BMW Motorsport            | Andy Priaulx Dirk Müller Joey Hand                         | BMW 4.0 L V8                         | D         | 313     |
| 16     | LMGTE Pro | 77  | Team Felbermayr-Proton    | Marc Lieb Wolf Henzler Richard Lietz                       | Porsche 997 GT3-RSR                  | D         | 312     |
| 16     | LMGTE Pro | 77  | Team Felbermayr-Proton    | Marc Lieb Wolf Henzler Richard Lietz                       | Porsche 4.0 L Flat-6                 | D         | 312     |
| 17     | LMGTE Pro | 76  | IMSA Performance Matmut   | Raymond Narac Patrick Pilet Nicolas Armindo                | Porsche 997 GT3-RSR                  | M         | 311     |
| 17     | LMGTE Pro | 76  | IMSA Performance Matmut   | Raymond Narac Patrick Pilet Nicolas Armindo                | Porsche 4.0 L Flat-6                 | M         | 311     |
| 18     | LMGTE Pro | 80  | Flying Lizard Motorsports | Jörg Bergmeister Lucas Luhr Patrick Long                   | Porsche 997 GT3-RSR                  | M         | 310     |
| 18     | LMGTE Pro | 80  | Flying Lizard Motorsports | Jörg Bergmeister Lucas Luhr Patrick Long                   | Porsche 4.0 L Flat-6                 | M         | 310     |
| 19     | LMP2      | 40  | Race Performance          | Michel Frey Ralph Meichtry Marc Rostan                     | Oreca 03                             | D         | 304     |
| 19     | LMP2      | 40  | Race Performance          | Michel Frey Ralph Meichtry Marc Rostan                     | Judd-BMW HK 3.6 L V8                 | D         | 304     |
| 20     | LMGTE Am  | 50  | Larbre Compétition        | Patrick Bornhauser Julien Canal Gabriele Gardel            | Corvette C6.R                        | M         | 302     |
| 20     | LMGTE Am  | 50  | Larbre Compétition        | Patrick Bornhauser Julien Canal Gabriele Gardel            | Corvette 5.5 L V8                    | M         | 302     |
| 21     | LMGTE Am  | 70  | Larbre Compétition        | Christophe Bourret Pascal Gibon Jean-Philippe Belloc       | Porsche 997 GT3-RSR                  | M         | 301     |
| 21     | LMGTE Am  | 70  | Larbre Compétition        | Christophe Bourret Pascal Gibon Jean-Philippe Belloc       | Porsche 4.0 L Flat-6                 | M         | 301     |
| 22     | LMGTE Pro | 65  | Lotus Jetalliance         | Jonathan Hirschi Johnny Mowlem James Rossiter              | Lotus Evora GTE                      | M         | 295     |
| 22     | LMGTE Pro | 65  | Lotus Jetalliance         | Jonathan Hirschi Johnny Mowlem James Rossiter              | Toyota-Cosworth 4.0 L V6             | M         | 295     |
| 23     | LMGTE Pro | 75  | Prospeed Competition      | Marc Goossens Marco Holzer Jaap van Lagen                  | Porsche 997 GT3-RSR                  | M         | 293     |
| 23     | LMGTE Pro | 75  | Prospeed Competition      | Marc Goossens Marco Holzer Jaap van Lagen                  | Porsche 4.0 L Flat-6                 | M         | 293     |
| 24     | LMGTE Pro | 66  | JMW Motorsport            | Rob Bell Tim Sugden Xavier Maassen                         | Ferrari 458 GTC                      | D         | 290     |
| 24     | LMGTE Pro | 66  | JMW Motorsport            | Rob Bell Tim Sugden Xavier Maassen                         | Ferrari 4.5 L V8                     | D         | 290     |
| 25     | LMP2      | 35  | OAK Racing                | Frédéric Da Rocha Patrice Lafargue Andrea Barlesi          | OAK Pescarolo 01                     | D         | 288     |
| 25     | LMP2      | 35  | OAK Racing                | Frédéric Da Rocha Patrice Lafargue Andrea Barlesi          | Judd-BMW HK 3.6 L V8                 | D         | 288     |
| 26     | LMGTE Am  | 68  | Robertson Racing LLC      | David Robertson Andrea Robertson David Murry               | Ford GT-R Mk. VII                    | M         | 285     |
| 26     | LMGTE Am  | 68  | Robertson Racing LLC      | David Robertson Andrea Robertson David Murry               | Ford 5.0 L V8                        | M         | 285     |
| 27     | LMGTE Am  | 83  | JMB Racing                | Manuel Rodrigues Jean-Marc Menehem Nicolas Marroc          | Ferrari F430 GTE                     | D         | 272     |
| 27     | LMGTE Am  | 83  | JMB Racing                | Manuel Rodrigues Jean-Marc Menehem Nicolas Marroc          | Ferrari 4.0 L V8                     | D         | 272     |
| 28 NC  | LMP2      | 44  | Extrême Limite AM Paris   | Fabien Rosier Phillipe Haezebrouck Jean-René De Fournoux   | Norma M200P                          | D         | 247     |
| 28 NC  | LMP2      | 44  | Extrême Limite AM Paris   | Fabien Rosier Phillipe Haezebrouck Jean-René De Fournoux   | Judd-BMW HK 3.6 L V8                 | D         | 247     |
| 29 DNF | LMP1      | 16  | Pescarolo Team            | Emmanuel Collard Christophe Tinseau Julien Jousse          | Pescarolo 01                         | D         | 305     |
| 29 DNF | LMP1      | 16  | Pescarolo Team            | Emmanuel Collard Christophe Tinseau Julien Jousse          | Judd GV5 S2 5.0 L V10                | D         | 305     |
| 30 DNF | LMGTE Pro | 55  | BMW Motorsport            | Augusto Farfus Jörg Müller Dirk Werner                     | BMW M3 GT2                           | D         | 276     |
| 30 DNF | LMGTE Pro | 55  | BMW Motorsport            | Augusto Farfus Jörg Müller Dirk Werner                     | BMW 4.0 L V8                         | D         | 276     |
| 31 DNF | LMGTE Pro | 74  | Corvette Racing           | Oliver Gavin Richard Westbrook Jan Magnussen               | Corvette C6.R                        | M         | 211     |
| 31 DNF | LMGTE Pro | 74  | Corvette Racing           | Oliver Gavin Richard Westbrook Jan Magnussen               | Corvette 5.5 L V8                    | M         | 211     |
| 32 DNF | LMGTE Am  | 81  | Flying Lizard Motorsports | Seth Neiman Darren Law Spencer Pumpelly                    | Porsche 997 GT3-RSR                  | M         | 211     |
| 32 DNF | LMGTE Am  | 81  | Flying Lizard Motorsports | Seth Neiman Darren Law Spencer Pumpelly                    | Porsche 4.0 L Flat-6                 | M         | 211     |
| 33 DNF | LMP2      | 48  | Team Oreca-Matmut         | Alexandre Prémat David Hallyday Dominik Kraihamer          | Oreca 03                             | M         | 200     |
| 33 DNF | LMP2      | 48  | Team Oreca-Matmut         | Alexandre Prémat David Hallyday Dominik Kraihamer          | Nissan VK45DE 4.5 L V8               | M         | 200     |
| 34 DNF | LMGTE Am  | 63  | Proton Competition        | Horst Felbermayr, Jr. Horst Felbermayr, Sr. Christian Ried | Porsche 997 GT3-RSR                  | M         | 199     |
| 34 DNF | LMGTE Am  | 63  | Proton Competition        | Horst Felbermayr, Jr. Horst Felbermayr, Sr. Christian Ried | Porsche 4.0 L Flat-6                 | M         | 199     |
| 35 DNF | LMP1      | 13  | Rebellion Racing          | Andrea Belicchi Jean-Christophe Boullion Guy Smith         | Lola B10/60                          | M         | 190     |
| 35 DNF | LMP1      | 13  | Rebellion Racing          | Andrea Belicchi Jean-Christophe Boullion Guy Smith         | Toyota RV8KLM 3.4 L V8               | M         | 190     |
| 36 DNF | LMGTE Am  | 61  | AF Corse                  | Piergiuseppe Perazzini Marco Cioci Seán Paul Breslin       | Ferrari F430 GTE                     | M         | 188     |
| 36 DNF | LMGTE Am  | 61  | AF Corse                  | Piergiuseppe Perazzini Marco Cioci Seán Paul Breslin       | Ferrari 4.0 L V8                     | M         | 188     |
| 37 DNF | LMGTE Pro | 59  | Luxury Racing             | Stéphane Ortelli Frédéric Makowiecki Jaime Melo            | Ferrari 458 GTC                      | M         | 183     |
| 37 DNF | LMGTE Pro | 59  | Luxury Racing             | Stéphane Ortelli Frédéric Makowiecki Jaime Melo            | Ferrari 4.5 L V8                     | M         | 183     |
| 38 DNF | LMGTE Pro | 71  | AF Corse                  | Robert Kauffman Michael Waltrip Rui Águas                  | Ferrari 458 GTC                      | M         | 178     |
| 38 DNF | LMGTE Pro | 71  | AF Corse                  | Robert Kauffman Michael Waltrip Rui Águas                  | Ferrari 4.5 L V8                     | M         | 178     |
| 39 DNF | LMGTE Pro | 88  | Team Felbermayr-Proton    | Nick Tandy Abdulaziz Al-Faisal [ryce Miller                | Porsche 997 GT3-RSR                  | M         | 169     |
| 39 DNF | LMGTE Pro | 88  | Team Felbermayr-Proton    | Nick Tandy Abdulaziz Al-Faisal [ryce Miller                | Porsche 4.0 L Flat-6                 | M         | 169     |
| 40 DNF | LMP2      | 42  | Strakka Racing            | Nick Leventis Danny Watts Jonny Kane                       | HPD ARX-01d                          | M         | 144     |
| 40 DNF | LMP2      | 42  | Strakka Racing            | Nick Leventis Danny Watts Jonny Kane                       | HPD HR28TT 2.8 L Turbo V6            | M         | 144     |
| 41 DNF | LMGTE Am  | 60  | Gulf AMR Middle East      | Fabien Giroix Roald Goethe Michael Wainright               | Aston Martin Vantage GT2             | D         | 141     |
| 41 DNF | LMGTE Am  | 60  | Gulf AMR Middle East      | Fabien Giroix Roald Goethe Michael Wainright               | Aston Martin 4.5 L V8                | D         | 141     |
| 42 DNF | LMP2      | 39  | PeCom Racing              | Luis Pérez Companc Matías Russo Pierre Kaffer              | Lola B11/40                          | M         | 139     |
| 42 DNF | LMP2      | 39  | PeCom Racing              | Luis Pérez Companc Matías Russo Pierre Kaffer              | Judd-BMW HK 3.6 L V8                 | M         | 139     |
| 43 DNF | LMGTE Pro | 89  | Hankook Team Farnbacher   | Dominik Farnbacher Allan Simonsen Leh Keen                 | Ferrari 458 GTC                      | H         | 137     |
| 43 DNF | LMGTE Pro | 89  | Hankook Team Farnbacher   | Dominik Farnbacher Allan Simonsen Leh Keen                 | Ferrari 4.5 L V8                     | H         | 137     |
| 44 DNF | LMGTE Pro | 58  | Luxury Racing             | Anthony Beltoise François Jakubowski Pierre Thiriet        | Ferrari 458 GTC                      | M         | 136     |
| 44 DNF | LMGTE Pro | 58  | Luxury Racing             | Anthony Beltoise François Jakubowski Pierre Thiriet        | Ferrari 4.5 L V8                     | M         | 136     |
| 45 DNF | LMGTE Pro | 64  | Lotus Jetalliance         | Oskar Slingerland Martin Rich John Hartshone               | Lotus Evora GTE                      | M         | 126     |
| 45 DNF | LMGTE Pro | 64  | Lotus Jetalliance         | Oskar Slingerland Martin Rich John Hartshone               | Toyota-Cosworth 4.0 L V6             | M         | 126     |
| 46 DNF | LMGTE Am  | 57  | Krohn Racing              | Tracy Krohn Nic Jönsson Michele Rugolo                     | Ferrari F430 GTE                     | D         | 123     |
| 46 DNF | LMGTE Am  | 57  | Krohn Racing              | Tracy Krohn Nic Jönsson Michele Rugolo                     | Ferrari 4.0 L V8                     | D         | 123     |
| 47 DNF | LMP1      | 24  | OAK Racing                | Richard Hein Jacques Nicolet Jean-François Yvon            | OAK Pescarolo 01                     | D         | 119     |
| 47 DNF | LMP1      | 24  | OAK Racing                | Richard Hein Jacques Nicolet Jean-François Yvon            | Judd DB 3.4 L V8                     | D         | 119     |
| 48 DNF | LMP1      | 1   | Audi Sport Team Joest     | Timo Bernhard Romain Dumas Mike Rockenfeller               | Audi R18 TDI                         | M         | 116     |
| 48 DNF | LMP1      | 1   | Audi Sport Team Joest     | Timo Bernhard Romain Dumas Mike Rockenfeller               | Audi TDI 3.7 L Turbo V6 (Diesel)     | M         | 116     |
| 49 DNF | LMP1      | 5   | Hope Racing               | Steve Zacchia Jan Lammers Casper Elgaard                   | Oreca 01                             | M         | 115     |
| 49 DNF | LMP1      | 5   | Hope Racing               | Steve Zacchia Jan Lammers Casper Elgaard                   | Swiss HyTech 2.0 L Hybrid Turbo I4   | M         | 115     |
| 50 DNF | LMGTE Am  | 62  | CRS Racing                | Pierre Ehret Shaun Lynn Roger Willis                       | Ferrari F430 GTE                     | M         | 84      |
| 50 DNF | LMGTE Am  | 62  | CRS Racing                | Pierre Ehret Shaun Lynn Roger Willis                       | Ferrari 4.0 L V8                     | M         | 84      |
| 51 DNF | LMP1      | 15  | OAK Racing                | Guillaume Moreau Pierre Ragues Tiago Monteiro              | OAK Pescarolo 01                     | M         | 80      |
| 51 DNF | LMP1      | 15  | OAK Racing                | Guillaume Moreau Pierre Ragues Tiago Monteiro              | Judd DB 3.4 L V8                     | M         | 80      |
| 52 DNF | LMGTE Pro | 79  | Jota                      | Sam Hancock Simon Dolan Chris Buncombe                     | Aston Martin Vantage GT2             | D         | 74      |
| 52 DNF | LMGTE Pro | 79  | Jota                      | Sam Hancock Simon Dolan Chris Buncombe                     | Aston Martin 4.5 L V8                | D         | 74      |
| 53 DNF | LMP1      | 20  | Quifel-ASM Team           | Miguel Amaral Olivier Pla Warren Hughes                    | Zytek 09SC                           | D         | 48      |
| 53 DNF | LMP1      | 20  | Quifel-ASM Team           | Miguel Amaral Olivier Pla Warren Hughes                    | Zytek ZG348 3.4 L V8                 | D         | 48      |
| 54 DNF | LMP1      | 3   | Audi Sport North America  | Tom Kristensen Rinaldo Capello Allan McNish                | Audi R18 TDI                         | M         | 14      |
| 54 DNF | LMP1      | 3   | Audi Sport North America  | Tom Kristensen Rinaldo Capello Allan McNish                | Audi TDI 3.7 L Turbo V6 (Diesel)     | M         | 14      |
| 55 DNF | LMP1      | 007 | Aston Martin Racing       | Stefan Mücke Darren Turner Christian Klien                 | Aston Martin AMR-One                 | M         | 4       |
| 55 DNF | LMP1      | 007 | Aston Martin Racing       | Stefan Mücke Darren Turner Christian Klien                 | Aston Martin 2.0 L Turbo I6          | M         | 4       |
| 56 DNF | LMP1      | 009 | Aston Martin Racing       | Harold Primat Adrián Fernández Andy Meyrick                | Aston Martin AMR-One                 | M         | 2       |
| 56 DNF | LMP1      | 009 | Aston Martin Racing       | Harold Primat Adrián Fernández Andy Meyrick                | Aston Martin 2.0 L Turbo I6          | M         | 2       |